# Silnice I/3
Silnice I/3 je silnice I. třídy spojující dálnici D1 s Benešovem, Táborem, Českými Budějovicemi a Rakouskem. Postupně je nahrazována dálnicí D3. Po silnici vede trasa evropské silnice E55. Původní trasa tzv. vídeňské silnice mezi Prahou a Benešovem a některé další původní úseky jsou dnes označeny jako silnice II/603. Silnice č. 3 patří mezi nejvýznamnější státní tahy. Prochází dvěma kraji a pěti okresy.
Celková délka této silnice je 138,235 km.

## Vedení silnice
- Dálnice D1
- Mirošovice, křížení s II/508
- Senohraby
- křížení s II/603
- Poříčí nad Sázavou, křížení s II/109
- Mrač
- křížení s II/112, II/110 a II/114
- křížení s II/111
- Olbramovice
- křížení s I/18
- křížení s II/121 a II/150
- křížení s II/124
- Miličín

- u Mezna začíná dálnice D3

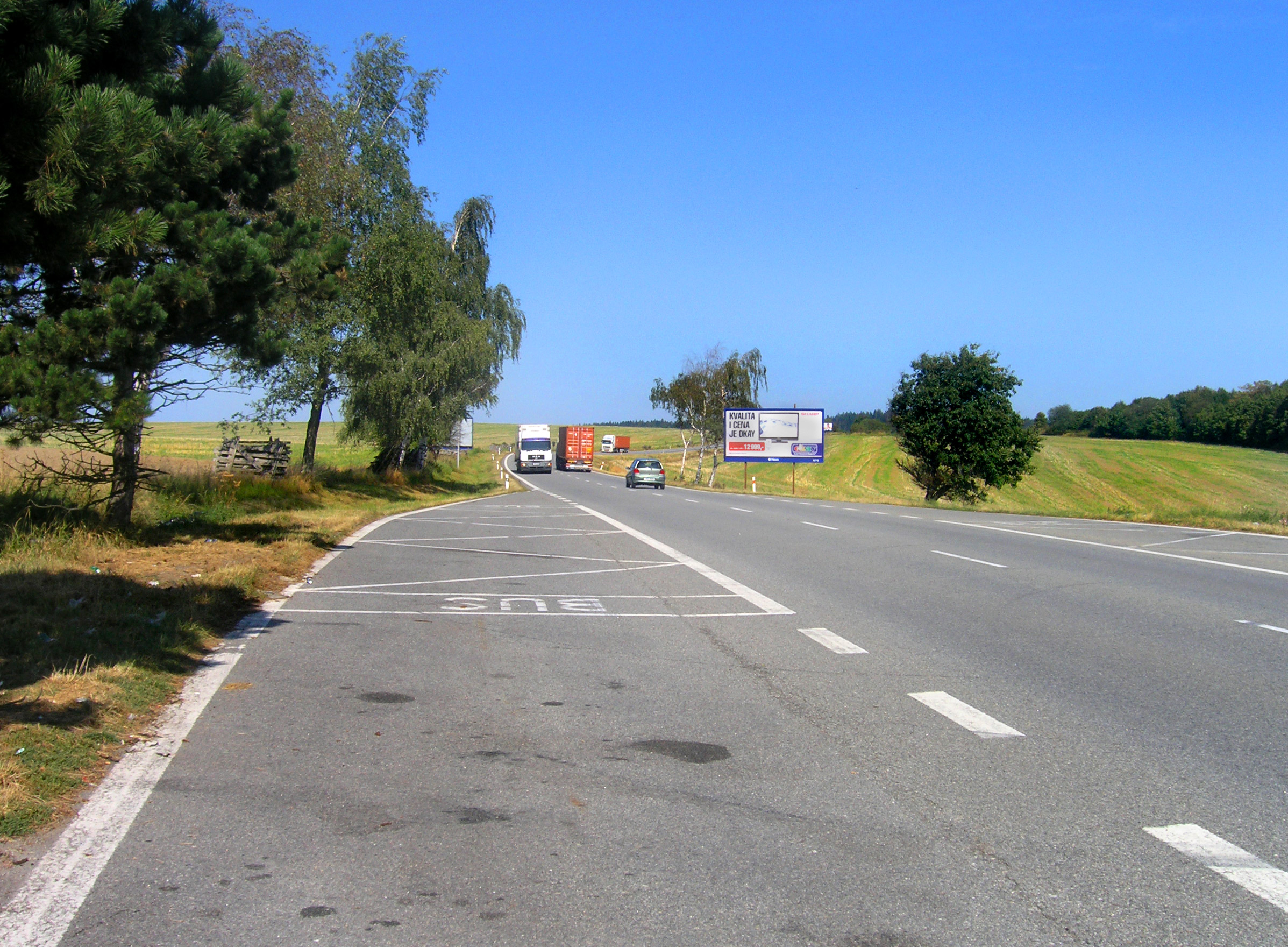
Mezi Miličínem a Meznem

- Sudoměřice u Tábora, křížení s II/120 (na staré trase)
- Chotoviny – dálniční sjezd
  - křížení a peáž s I/19
  - obchvat Tábora, křížení s II/123 a II/603
- Sezimovo Ústí
- Planá nad Lužnicí, křížení s II/409
- obchvat Roudná
- Soběslav, křížení s II/135
- křížení s II/159 a I/23
- obchvat Veselí nad Lužnicí, křížení s II/603
- křížení s I/24 a II/603
- Neplachov
- obchvat Ševětína
- křížení s II/146
- Borek, křížení s II/603
- České Budějovice, křížení s I/20, II/603, II/156, II/157 a II/634
- Planá, křížení s II/143
- křížení s I/39
- křížení s II/155
- obchvat Velešína
- Kaplice-nádraží, křížení s II/157
- Kaplice, křížení s II/154
- obchvat Dolního Dvořiště, křížení s II/163
- hraniční přechod Dolní Dvořiště – Wullowitz, dále pokračuje na rakouském území jako Silnice 310 (do roku 1999 značena jako Silnice 125)

## Větve a ramena

### 3H
- průtah Olbramovicemi[2] (hlavní tah silnice č. 3 přeložen na obchvat východně od města)

## Modernizace silnice
| Číslo | Název                                      | Délka   | Kategorie      | Zahájení výstavby | Uvedení do provozu   | Křižovatky            |
| ----- | ------------------------------------------ | ------- | -------------- | ----------------- | -------------------- | --------------------- |
| S59   | Čtyřkoly MÚK                               |         |                | 08/2016           | 06/2017              | Čtyřkoly              |
| S58   | Čerčany, MÚK Na Pyšelce                    | 0,5 km  | 9,5/80         | 03/2013           | 11/2013              | Čerčany na Pyšelce    |
| S69   | Mirošovice–Benešov, uspořádání 2+1         | 14,3 km | 11,5/80        | 07/2016           | 06/2017              |                       |
| S77   | Benešov, OK Červené Vršky                  |         | 13,5/90 9,5/80 | 05/2020           | 04/2021              |                       |
| S78   | Červené Vršky – U Topolu, uspořádání 2+1   | 3,1 km  | 13,5/80        | plánováno 2026    | plánováno 2028       | U Rozvodny U Mlékárny |
| S50   | Benešov – křižovatka U Topolu              | 0,6 km  | 11,5/80        | 06/2019           | 12/2019              |                       |
| S51   | Olbramovice, přeložka                      | 3,4 km  | 11,5/80        | 04/2021           | 09/2022              |                       |
| S100  | Miličín, průtah                            |         |                | 07/2025           | 09/2025 (předpoklad) |                       |
| C91   | Kaplice, okružní křižovatka se sil. II/154 |         | 9,5/70 7,5/60  | plánováno 2025    | plánováno 2026       |                       |

## Související silnice III. třídy
- III/0311 Pyšely, křížení s III/6031 – Zaječice, dále pokračuje jako III/0312 (2,383 km)
- III/0312 Zaječice, pokračování III/0311 – Senohraby, křížení s III/6031 a III/3352 (2,271 km)

- III/00331 Knihovka, křížení s I/3 – Petrovice, křížení s III/11460 – Drachkov – křížení s III/11447 – Rudoltice – Strýčkov – křížení s III/00332 – Vrchotovy Janovice, křížení s III/11445 – křížení s III/00331a – křížení s I/18 (11,085 km)
- III/00331a Vrchotovy Janovice, křížení s III/00331 – křížení s III/01811 – I/18 (1,547 km)
- III/00332 odbočka z III/00331 – Braštice – Manělovice (1,8 km)
- III/00333 odbočka z I/3 na Radošovice (0,752 km)
- III/00334 odbočka z I/3 na Tožice (1,109 km)
- III/00335 Olbramovice, odbočka z I/3 – křížení s III/00336 – Semtínek (1,153 km)
- III/00336 Olbramovice, křížení s III/00335 – Semtín (2,103 km)
- III/00337 křížení s I/3 a I/18 – Mladoušov – Kochnov (2,510 km)
- III/00339 odbočka z I/3 na Lažany (1,025 km)

- III/00340 Jedlany, křížení s II/00341 – Dědice, křížení s III/12413 (2,422 km)
- III/00341 křížení s I/3 – Chotoviny, křížení s III/0335 – křížení s III/00342 – Zahrádka-Kahanov, křížení s III/00343 – Jedlany, křížení s III/00340 – Hlasivo, křížení a peáž s III/00346 – Mindlovka – Stará Vožice – křížení s III/00344 – II/137 (13,003 km)
- III/00342 Chotoviny, křížení s III/00341 – Sedlečko (1,592 km)
- III/00343 Zahrádka-Kahanov, křížení s III/00341 – Beranova Lhota – Polánka (2,681 km)
- III/00344 křížení s III/00341 – Řemíčov (1,550 km)
- III/00346 Tábor, křížení s II/123 – Čekanice – podjezd I/19 a D3 – křížení s III/0335 – Jeníčkova Lhota, křížení s III/00348 – Podolí – křížení s III/0339 – Hlasívko – Mindlovka, křížení s III/00341 (11,466 km)
- III/00347 Tábor, křížení s II/123 a I/19 – Stoklasná Lhota, pokračuje jako III/00347H (1,980 km)
- III/00347H pokračování III/00347 Stoklasná Lhota – Košín, křížení s II/603 (bývalý úsek I/3 vedle D3) (1,8 km)
- III/00348 Jeníčkova Lhota, křížení s III/00346 – Broučkova Lhota (1,250 km)
- III/00349 v Sezimově Ústí (1,813 km)
- III/00351 odbočka na Řípec (1,895 km)
- III/00354 České Budějovice, křížení s II/156 – křížení s III/15529 – Rožnov – Včelná, křížení s III/14325 – Na Dolech – Kamenný Újezd, křížení s I/3 – Rančice – Opalice (12,256 km)
- III/00354a odbočka z I/3 na Milíkovice (1,018 km)
- III/00355 odbočka z I/3 na Chodeč (0,485)
- III/00356 spojka Sezimovo Ústí, I/3 – Planá nad Lužnicí, II/409 (3,065 km)
- III/00357 křížení s I/3 – Malý Stradov – Horšov – Omlenice, křížení s III/00362 – křížení s III/1576 – Michničky – Bujanov, křížení s III/00361 – Přibyslav, křížení s III/00359 (6,541 km)
- III/00358 odbočka z I/3 na Zdíky (1 km)
- III/00359 Nažidla, křížení s I/3 – Bujanov, křížení s III/00361 – Přibyslav, křížení s III/00357 – křížení s III/00360 – Rožmitál na Šumavě (7,600 km)
- III/00360 odbočka z III/00359 na Hněvanov (1,334 km)
- III/00361 Bujanov, spojka mezi III/00357 a III/00359 (0,848 km)
- III/00362 odbočka z III/00357 na žel. stanici Omlenice (0,370 km)
- III/00363 spojka I/3 – křížení s III/1583 – Dolní Dvořiště, křížení s I/3 – II/163 (4,024 km)